# Trzęsacz (powiat gryficki)
Trzęsacz (do 1945 niem. Hoff) – wieś, nadmorska miejscowość wypoczynkowa z kąpieliskiem morskim w północno-zachodniej Polsce, w województwie zachodniopomorskim, w powiecie gryfickim, w gminie Rewal. Położona nad Morzem Bałtyckim, na Pobrzeżu Szczecińskim.
Według danych z 31 grudnia 2010 r. wieś miała 113 mieszkańców.

## Położenie
Wieś znajduje się w zachodniej części wybrzeża woj. zachodniopomorskiego, w środkowej części gminy Rewal. Położona jest nad Morzem Bałtyckim, na Wybrzeżu Trzebiatowskim. Na wschód od Trzęsacza przechodzi południk 15°00′ długości geograficznej wschodniej, wyznaczający czas środkowoeuropejski.
Kąpielisko morskie Trzęsacza położone jest na typowym brzegu klifowym.
Przez Trzęsacz przebiega droga wojewódzka nr 102. Na południowym krańcu miejscowości znajduje się stacja linii Nadmorskiej Kolei Wąskotorowej: Gryfice – Pogorzelica.
W latach 1946–1998 miejscowość położona była w województwie szczecińskim.

## Historia
Trzęsacz to wieś parafialna o starym rodowodzie, należało do niej dziesięć osad. Pierwsza wzmianka o osadzie pochodzi z 1331, początkowo książęca, później należała do biskupów kamieńskich. W średniowieczu głównym zajęciem mieszkańców było rolnictwo. W późniejszym czasie rozwinęło się także rybactwo. Duże znaczenie dla rozwoju gospodarczego wsi miało uruchomienie 1 lipca 1896 roku, przechodzącej przez Trzęsacz pierwszej, zachodniej linii Gryfickiej Kolei Wąskotorowej, łączącej wówczas Gryfice z Niechorzem. Dopiero w XX w. Trzęsacz stał się wsią turystyczną.
Na przestrzeni dziejów wielokrotnie zmieniali się właściciele Trzęsacza. W XV w. osada należała do Heinricha von Knutta. Później jej posiadaczami były rody Flemmingów, Puttkamerów i Kleistów. Od 1884 do 1945 wieś znajdowała się w rękach rodziny von Kollerów. Majątek zajmował wówczas powierzchnię ok. 550 ha (w tym 320 ha pól i 200 ha łąk i pastwisk). W 1939 wieś zamieszkiwało ok. 200 osób.
Pierwotne nazwy dzisiejszego Trzęsacza to: Tom Have lub Thom Have (taka nazwa wsi pojawia się na Mapie Księstwa Pomorskiego Lubinusa). Od XIX w. wieś nosiła nazwę Hoff.

## Zabytki
We wsi znajdują się ruiny gotyckiego kościoła pw. św. Mikołaja wybudowanego pośrodku wsi na przełomie XIV/XV wieku w odległości prawie 2 km od morza. Pierwotnie katolicki kościół został po reformacji kościołem ewangelickim. Procesy abrazyjne spowodowały, że brzeg morski nieustannie zbliżał się do budowli. Ostatnie nabożeństwo odprawiono w kościele 2 marca 1874 roku. Wyposażenie świątyni przewieziono do katedry w Kamieniu Pomorskim, a część zabytkowego tryptyku można obejrzeć w rewalskim kościele. W 1901 roku zawaliła się pierwsza jego część. Dziś pozostał jedynie fragment południowej ściany. W latach 2001–2002 przeprowadzono intensywne prace nad zabezpieczeniem ruin przed sztormami. Jest to jedyna tego typu atrakcja turystyczna w Europie.
We wsi znajduje się także nowszy, ale również zabytkowy kościół z 1880. Został on poważnie uszkodzony w czasie II wojny światowej oraz bezpośrednio po niej i wyremontowany dopiero w 2003. Sprowadzono również do niego wyposażenie starego kościoła.
W głębi lądu znajduje się stadnina koni, tuż obok zabudowań zabytkowego kompleksu pałacowo-folwarcznego z XVIII i XIX wieku (obecnie w prywatnych rękach).

Zabytki Trzęsacza
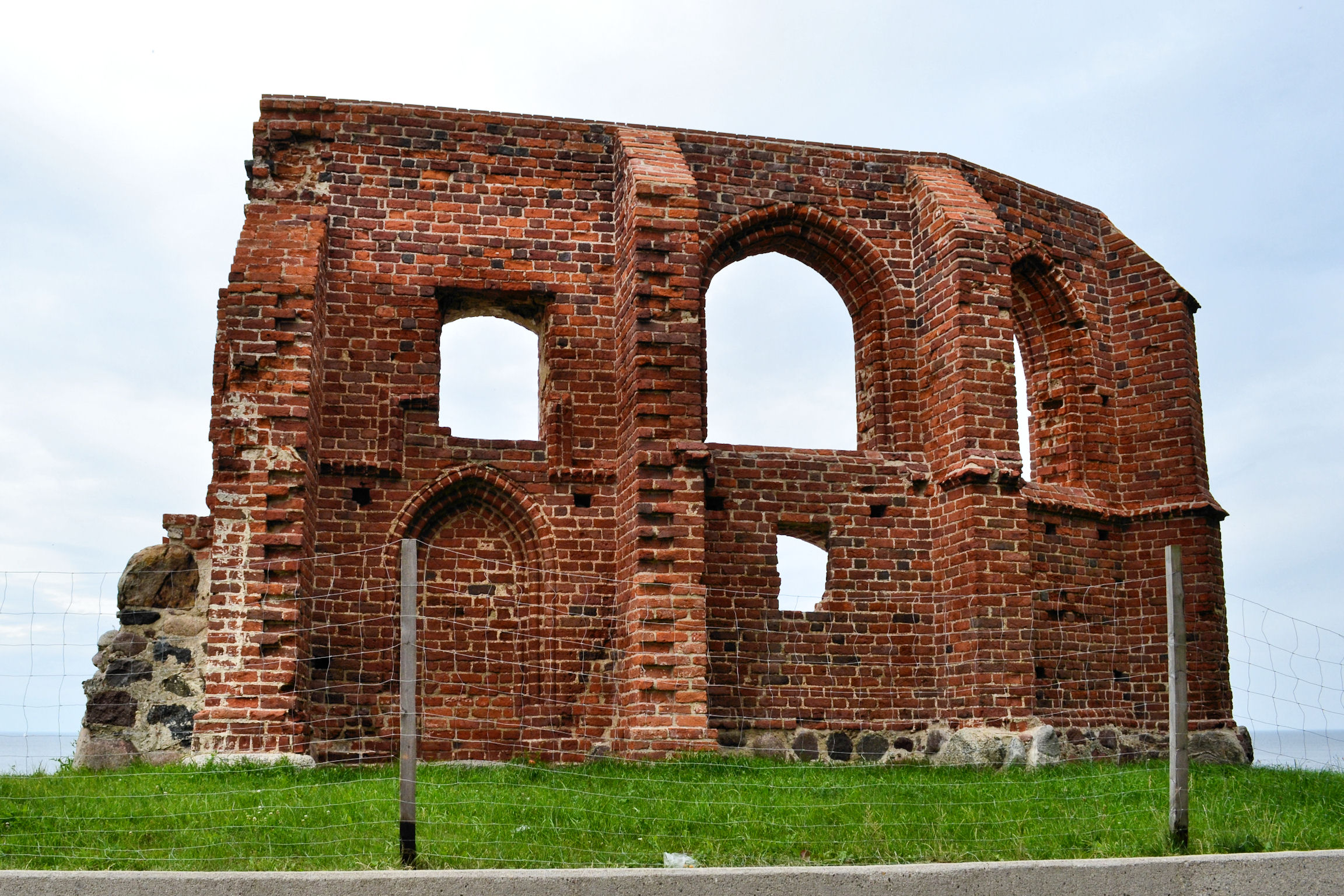
Ruiny gotyckiego kościoła
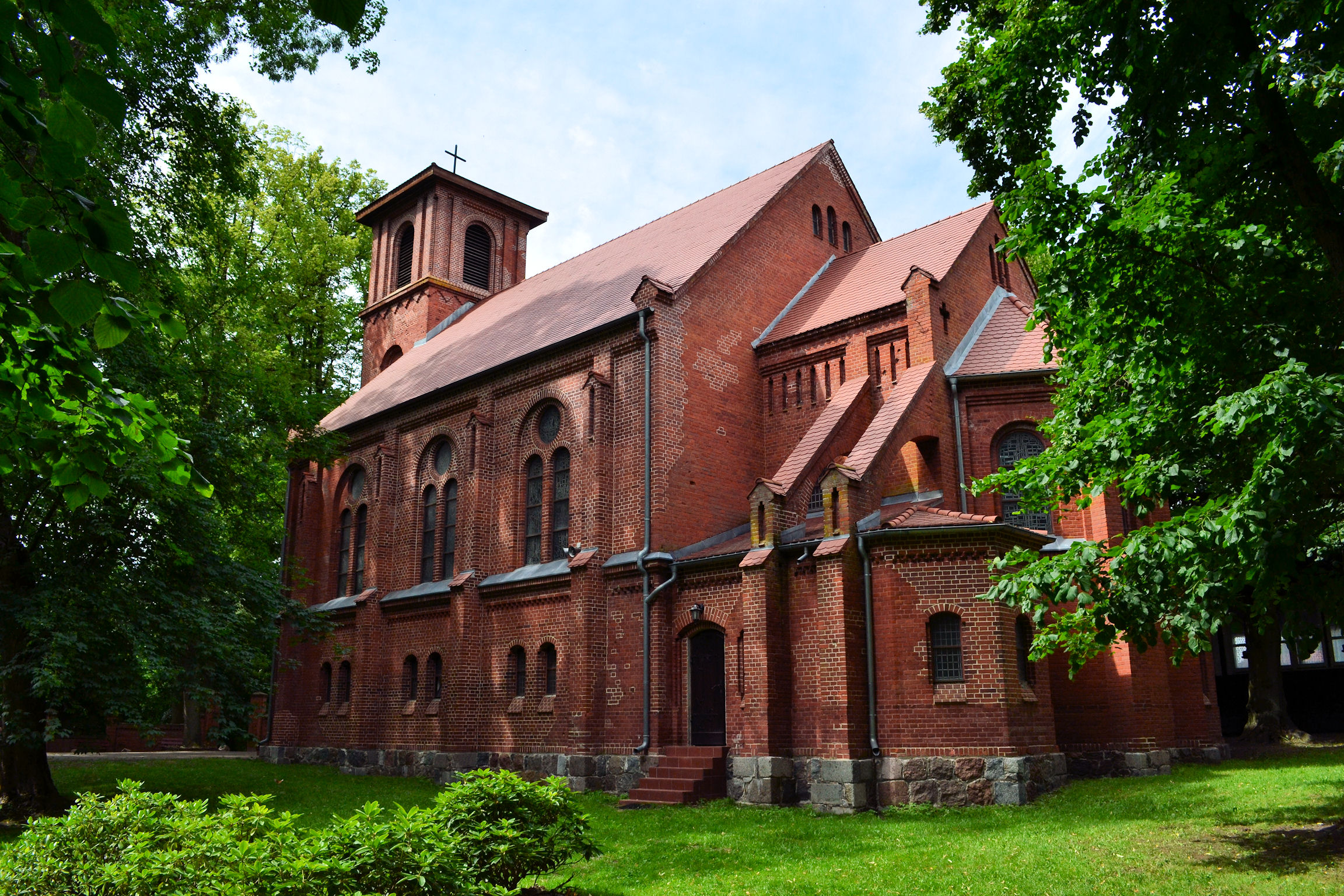
Kościół neogotycki
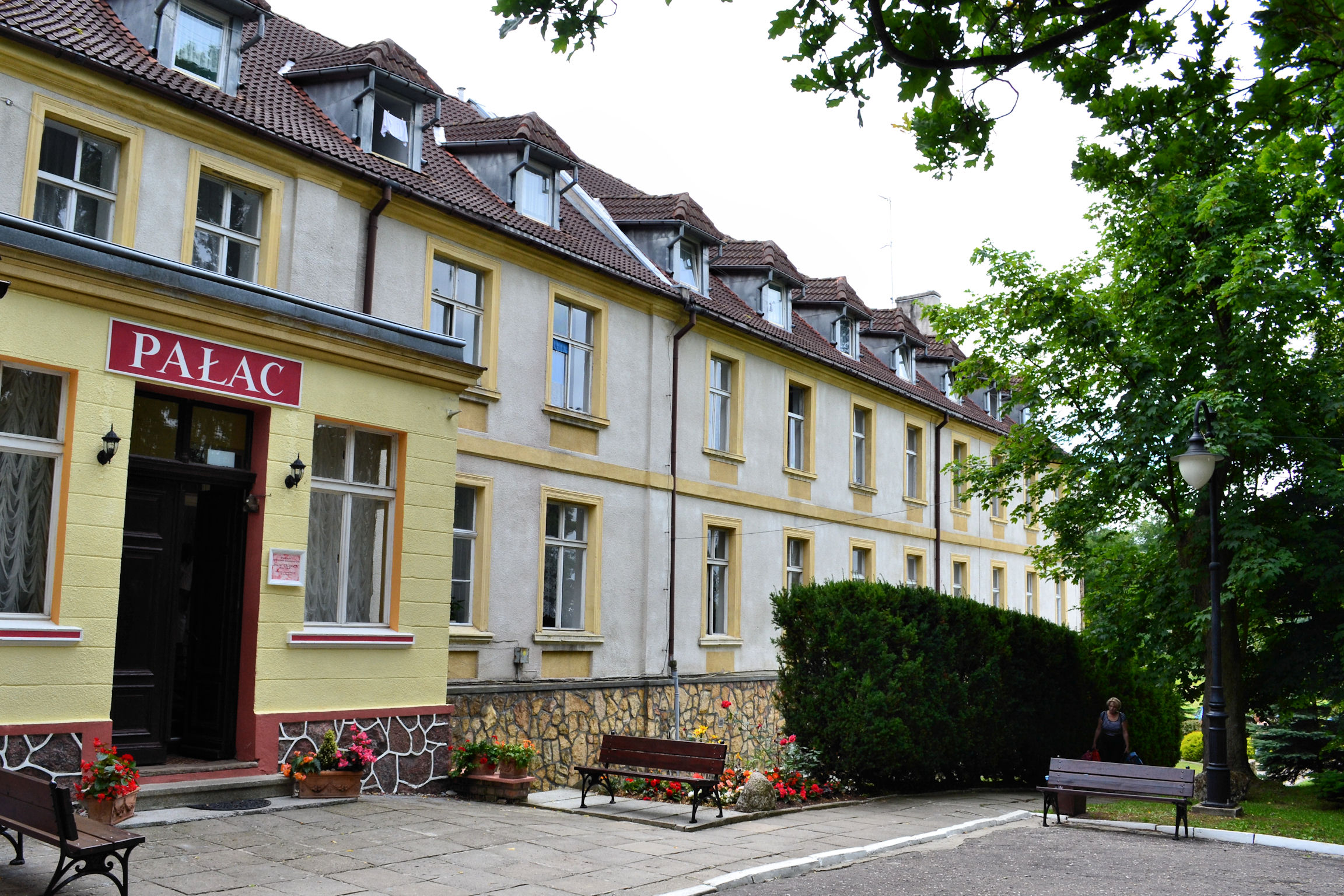
Pałac
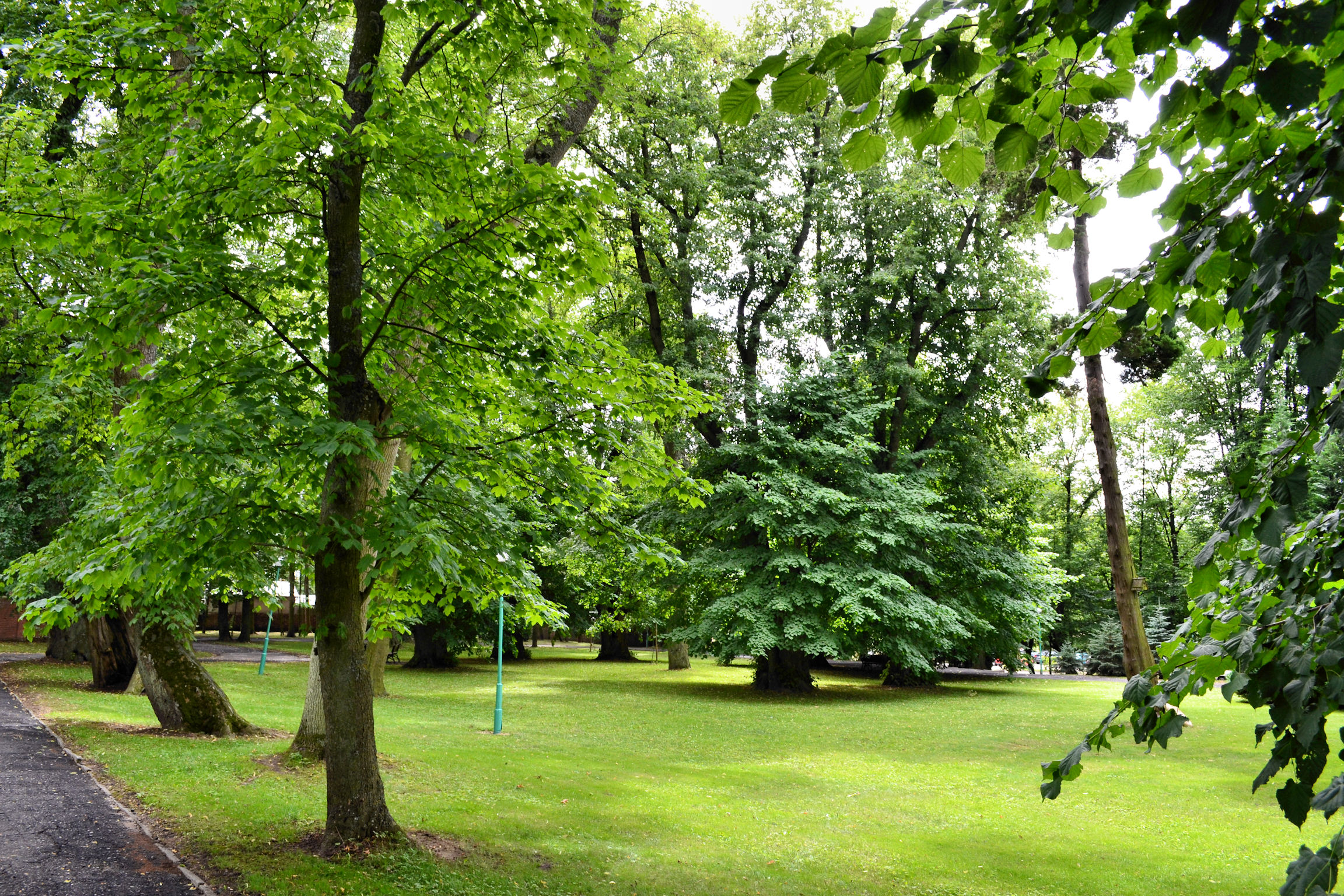
Park dworski

## Przyroda
Przy ul. Pałacowej rosną 4 lipy drobnolistne uznane w 2003 roku za pomniki przyrody. Drzewa osiągają wysokość 19 m. Dwa drzewa znajdują się przy wjeździe na teren posesji nr 2/2 ze stajniami. Trzecie przy załamaniu muru pałacu naprzeciwko kościoła. Czwarta lipa pomiędzy budynkiem kościoła a ogrodem pałacu (przy załamaniu ogrodzenia ogrodu).

## Turystyka

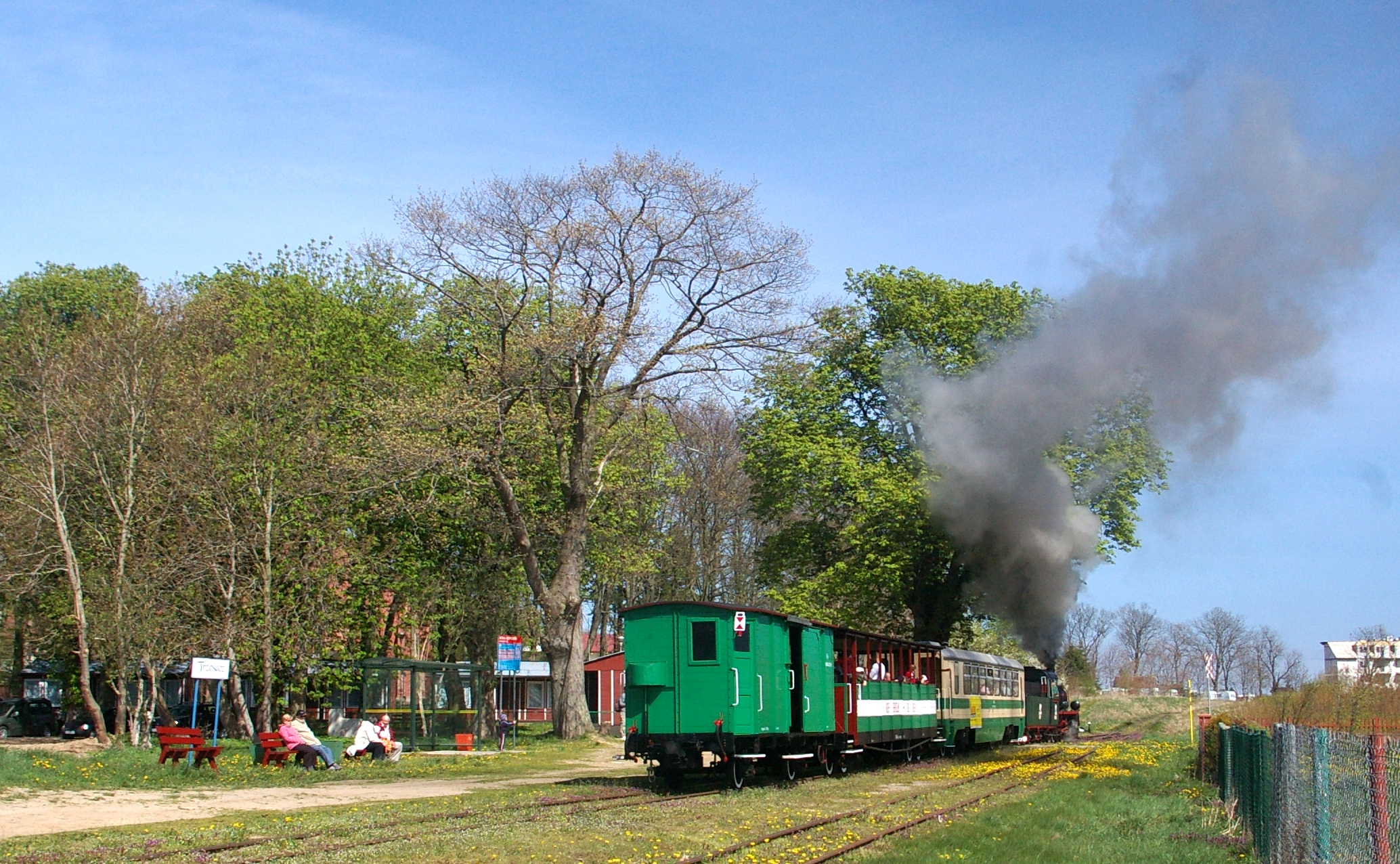
Przystanek kolejki wąskotorowej

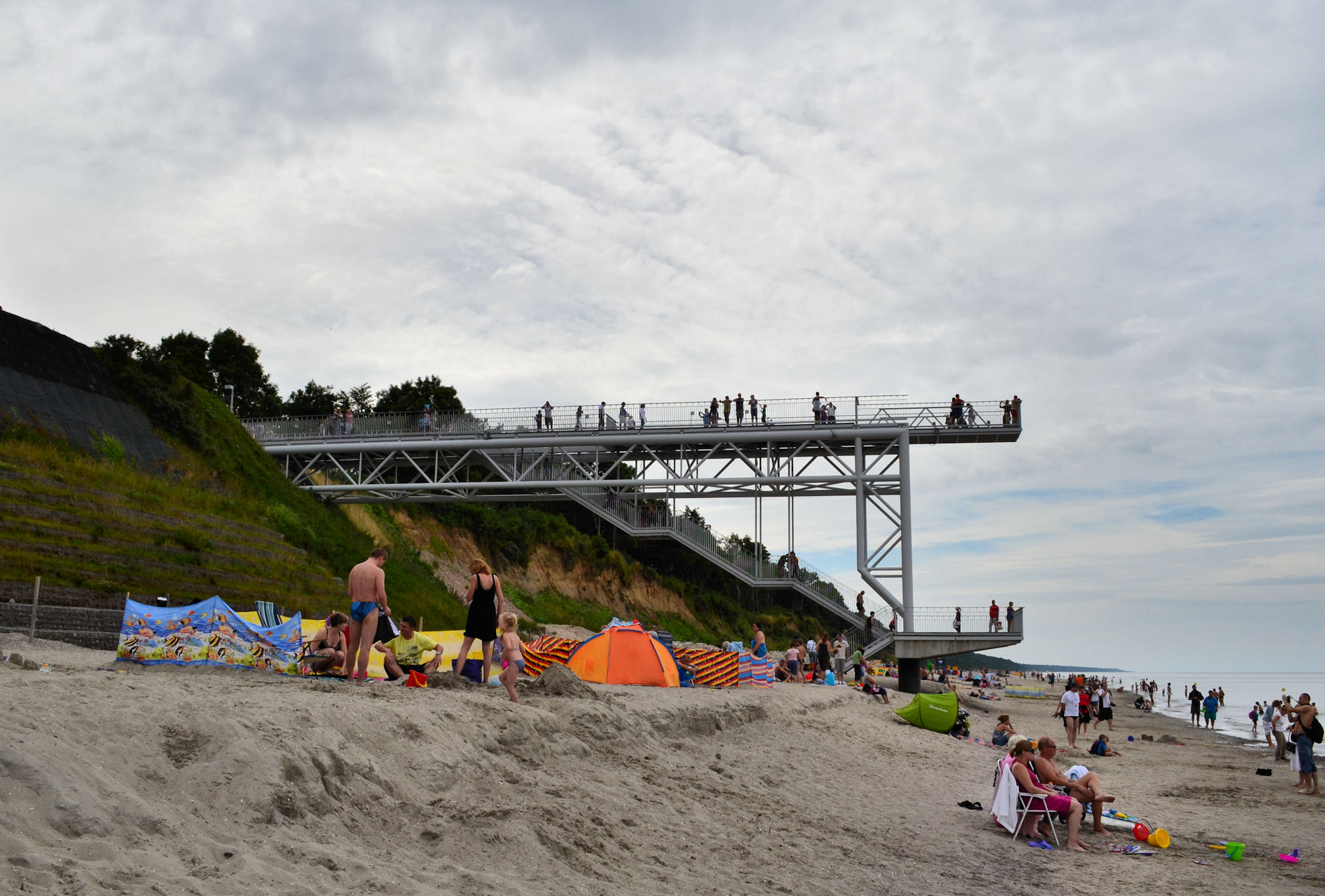
Platforma widokowa

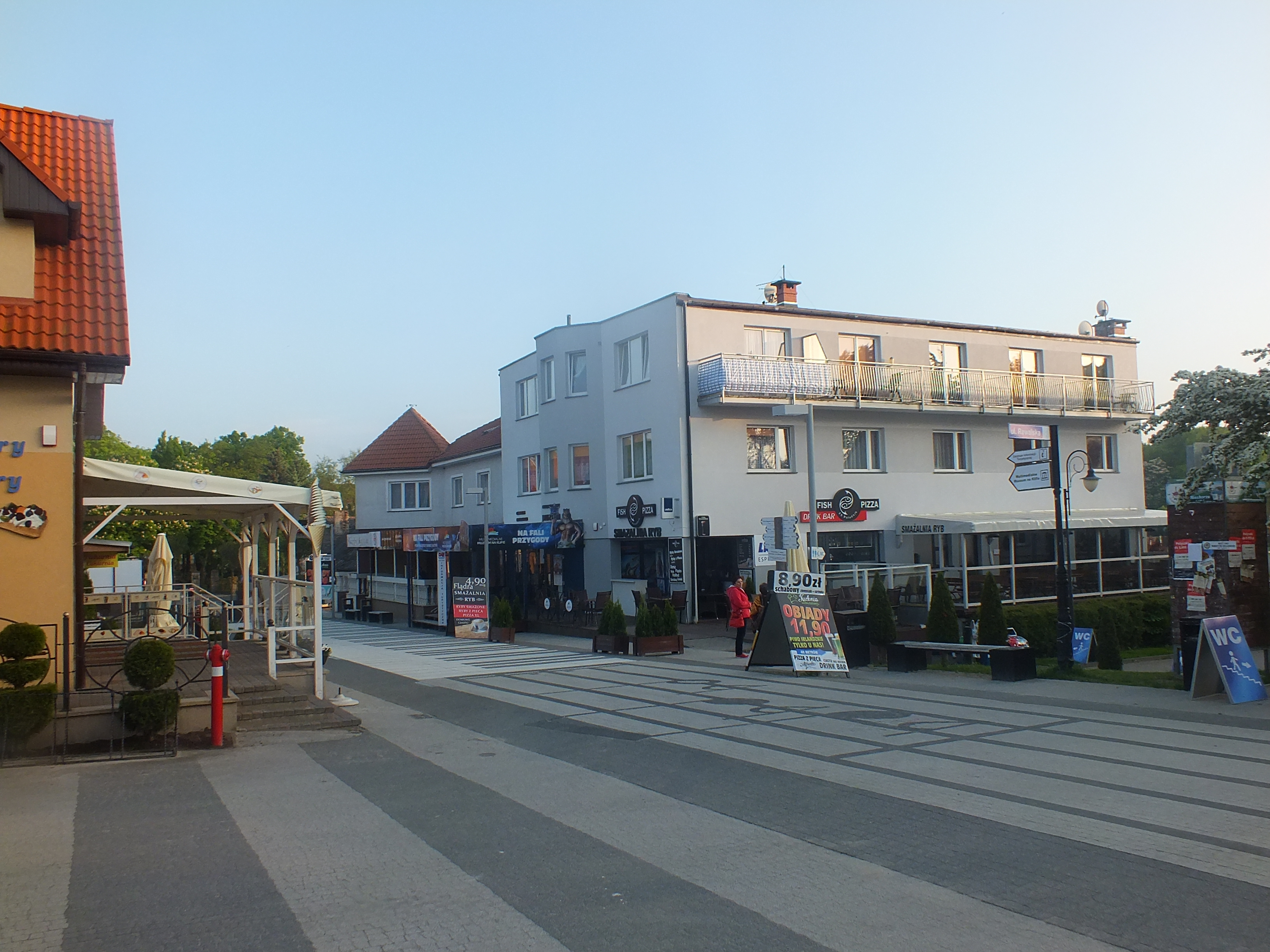
Deptak

W Trzęsaczu nad morzem wyznaczono letnie kąpielisko obejmujące 200 m linii brzegowej.
W 2009 oddano do użytku, wykonaną ze stali i żelbetu, platformę widokową umożliwiającą obserwację morza, plaży oraz ruin gotyckiego kościoła. Platforma zawiera taras widokowy na wysokości 20 m n.p.m. oraz schody umożliwiające zejście na plażę. Przewidywane jest wyposażenie platformy w windę dla niepełnosprawnych.
Przez Trzęsacz przebiegają dwa szlaki turystyczne:
- Szlak Pobrzeża Rewalskiego
- Szlak Nadmorski im. Czesława Piskorskiego (Europejski Szlak Dalekobieżny E-9)

W Trzęsaczu znajduje się przystanek Nadmorskiej Kolei Wąskotorowej, z którego regularnie odchodzą pociągi do Gryfic i Pogorzelicy, a w sezonie linia obsługiwana jest przez składy przygotowane specjalnie dla turystów (np. wagony otwarte, parowóz).
W Trzęsaczu znajduje się startowisko paralotniowe idealne do lotów żaglowych.
W sezonie letnim we wsi jest otwartych wiele punktów gastronomicznych.

## Społeczność
Samorząd gminy Rewal utworzył jednostkę pomocniczą „Sołectwo Trzęsacz”, obejmujące jedynie miejscowość Trzęsacz. Mieszkańcy wsi wybierają sołtysa oraz radę sołecką, która składa się z 3 osób.

## Urodzeni w Trzęsaczu
- Jakub Henryk Flemming – polski urzędnik dworski, generał artylerii koronnej w latach 1710–1714